# Leptoteratura albicornis
Leptoteratura albicornis is een rechtvleugelig insect uit de familie sabelsprinkhanen (Tettigoniidae). De wetenschappelijke naam van deze soort is voor het eerst geldig gepubliceerd in 1866 door Motschulsky.